# Essa Entente
Essa Entente é uma banda portuguesa de pop / rock formada por Paulo Riço (voz e guitarra acústica), Paulo Sousa (guitarra elétrica) e Paulo Neto (bateria), e Manuel Machado (acordeão), aos quais se juntaram o baixista Jorge Pamplona, ex. Toranja, e o teclista António Bragança.
No seu primeiro período de actividade entre 1984 e 1994, contaram então com o baixista Paulo Salgado e com o acordeonista Manuel Machado.
A banda deu concertos por todo o país, tornando-se mais conhecida. Participou na segunda e terceira edição dos concursos de música moderna, organizados pelo Rock Rendez-Vous, tendo ficado em segundo lugar no terceiro concurso.
No ano de 1986, gravam o tema La Féria para a colectânea "Divergências" um LP duplo que foi a primeira edição da editora Ama Romanta, que apostava em dar a conhecer novas bandas de música moderna portuguesa, sem edições discográficas.
No ano de 1988, tocam no concerto Sons do Parque, ao lado de nomes consagrados, como GNR e Xutos & Pontapés, o que lhes valeu o seu primeiro contracto com a PolyGram, tendo o álbum saído em 1989, e sido produzido por Manuel Faria (Trovante), tendo como tema mais conhecido "Dança Nua".
Esteve ainda para ser editado um segundo álbum da banda, mas que acabou por não se concretizar. Em 1994 participaram na compilação Filhos da Madrugada, com o tema "Senhor Arcanjo", álbum que continha versões de músicas de Zeca Afonso, tocados pelas melhores bandas de música portuguesa na época. Os Essa Entente realizam o seu último concerto a 30 de Junho desse ano no Estádio José Alvalade, juntamente com as restantes bandas que participaram nesta compilação, perante uma plateia de milhares de pessoas, após o qual a banda anunciou a sua dissolução.
Em 2012 voltaram a reunir-se e marcam o seu regresso com o concerto no Bar Musicbox no Cais do Sodré, no dia 1 de Fevereiro de 2013, seguindo-se Festofólis em Junho de 2014 no Bar República em Alvalade.
Marcaram o seu regresso em 2020 com um concerto no Auditório Municipal do Seixal, inserido nos "Sons na Aldeia", a 29 de Fevereiro.

## Discografia[2]
- 1989 - Essa Entente (LP, Polygram); mais tarde em CD
- 1989 - Dança Nua/Pets-de-Loup (Single, Polygram)

Colectâneas
- 1986 - Divergências - La Féria
- 1986 - Música Moderna Portuguesa Volume 2 - Festa Final
- 1986 - Festa da Cerveja, na Cervejaria Real Lusitana - O Que Quero É Mais Um Copo!
- 1994 - Filhos da Madrugada - Senhor Arcanjo